# Eristalinus xanthopus
Eristalinus xanthopus är en tvåvingeart som först beskrevs av Mario Bezzi 1915.  Eristalinus xanthopus ingår i släktet slamflugor, och familjen blomflugor.
Artens utbredningsområde är Ghana. Inga underarter finns listade i Catalogue of Life.